# Synagoga w Babimoście
Synagoga w Babimoście – synagoga znajdująca się w Babimoście, przy placu Powstańców Wielkopolskich 11.
Synagoga została zbudowana w drugiej połowie XIX wieku, lecz przed 1880 rokiem, kiedy została przebudowana. 
Budynek był dwukondygnacyjny, na planie prostokąta. Synagoga służyła społeczności żydowskiej w Babimoście do 1927 roku. Budynek został sprzedany przez Alexa Neumanna, ostatniego przewodniczącego gminy żydowskiej, ewangelikom. Dzięki odpowiednio sformułowanej umowie nie został zniszczony w czasie Nocy Kryształowej z 9 na 10 listopada 1938 roku. Wyposażenie synagogi przekazano zrzeszeniu gmin żydowskich w Berlinie. Pieniądze uzyskane ze sprzedaży budynku przeznaczono na utrzymanie cmentarza.
Podczas II wojny światowej hitlerowcy zdewastowali synagogę. Budynek został przebudowany w latach 60. z przeznaczeniem na Miejski Dom Kultury.